# Kristina Barrois
Kristina Barrois (Ottweiler, 30 september 1981) is een voormalig tennisspeelster uit Duitsland. Zij is prof sinds 2005 en debuteerde in de WTA-tour op het toernooi van Estoril. Editie 2006 van Wimbledon was haar eerste Grandslam-optreden. In dat jaar kwam zij bovendien uit voor het Duitse Fed Cup-team. Barrois heeft geen WTA-enkelspeltoernooien gewonnen. Zij won wel vijftien titels op de ITF-tour, waarvan de eerste in 2004 in Bielefeld.
Barrois begon met tennis toen zij tien jaar oud was. Haar favoriete ondergrond is hardcourt. Zij speelt rechtshandig en heeft een enkelhandige backhand. Zij was actief in het proftennis van 2005 tot en met 2014. Tijdens haar laatste wedstrijd (haar enkele dagen eerder bekendgemaakte afscheid van het professionele circuit) won zij haar enige WTA-titel, in het dubbelspel van het WTA-toernooi van Luxemburg 2014.

## Loopbaan

### Enkelspel
Barrois debuteerde in 2004 op het ITF-toernooi van Bielefeld (Duitsland) – hier veroverde zij meteen haar eerste titel, door landgenote Nicole Seitenbecher te verslaan. In totaal won zij vijftien ITF-titels, de laatste in 2014 in Braunschweig (Duitsland).
In 2006 kwalificeerde Barrois zich voor het eerst voor een WTA-hoofdtoernooi, op het toernooi van Estoril. Zij stond in 2010 voor het eerst in een WTA-finale, op het toernooi van Straatsburg – zij verloor van de Russin Maria Sjarapova. Barrois veroverde nooit een WTA-enkelspeltitel. Zij stond nog wel een tweede keer in de finale, op het toernooi van Estoril in 2011.
Haar beste resultaat op de grandslamtoernooien is het bereiken van de tweede ronde op alle vier grandslamtoernooien. Haar hoogste notering op de WTA-ranglijst is de 57e plaats, die zij bereikte in mei 2011.

### Dubbelspel
Barrois behaalde in het dubbelspel iets betere resultaten dan in het enkelspel. Zij debuteerde in 2004 op het ITF-toernooi van Bielefeld (Duitsland) samen met landgenote Korina Perkovic – zij bereikten er meteen de halve finale. Zij stond in 2005 voor het eerst in een finale, op het ITF-toernooi van Oberhaching (Duitsland), weer samen met Korina Perkovic – hier veroverde zij haar eerste titel, door het Tsjechische duo Lucie Hradecká en Zuzana Zálabská te verslaan. In totaal won zij zestien ITF-titels, de laatste in 2014 in Essen (Duitsland).
In 2006 speelde Barrois voor het eerst op een WTA-hoofdtoernooi, op het toernooi van Stockholm, samen met de Poolse Agnieszka Radwańska. Zij bereikten er de tweede ronde. Zij stond in 2011 voor het eerst in een WTA-finale, op het toernooi van Stuttgart, samen met landgenote Jasmin Wöhr – zij verloren van het koppel Sabine Lisicki en Samantha Stosur. In 2014 veroverde Barrois haar enige WTA-titel, op het toernooi van Luxemburg, samen met de Zwitserse Timea Bacsinszky, door het Tsjechische koppel Lucie Hradecká en Barbora Krejčíková te verslaan.
Haar beste resultaat op de grandslamtoernooien is het bereiken van de halve finale, op Wimbledon 2009, samen met de Italiaanse Tathiana Garbin. Haar hoogste notering op de WTA-ranglijst is de 55e plaats, die zij bereikte in februari 2012.

## Posities op deWTA-ranglijst
Positie per einde seizoen:
| jaartal | ranking enkelspel | ranking dubbelspel |
| ------- | ----------------- | ------------------ |
| 2013    | 244               | 74                 |
| 2012    | 276               | 85                 |
| 2011    | 91                | 63                 |
| 2010    | 80                | 77                 |
| 2009    | 80                | 85                 |
| 2008    | 87                | 178                |
| 2007    | 192               | 322                |
| 2006    | 124               | 193                |
| 2005    | 211               | 260                |

## Palmares
| Legenda                | Legenda                  |
| ---------------------- | ------------------------ |
| Grandslamtoernooi      |                          |
| Olympische Spelen      |                          |
| Year-End Championships |                          |
| tot 2009               | 2009 – 2020 / vanaf 2021 |
| Tier I                 | Premier Mandatory        |
| Tier II                | Premier Five / WTA 1000  |
| Tier III               | Premier / WTA 500        |
| Tier IV & V            | International / WTA 250  |
|                        | Challenger / WTA 125     |

### WTA-finaleplaatsen enkelspel
| nr.              | finaledatum | toernooi        | ondergrond | tegenstandster          | score    |         |
| ---------------- | ----------- | --------------- | ---------- | ----------------------- | -------- | ------- |
| Gewonnen finales |             |                 |            |                         |          |         |
| Geen.            |             |                 |            |                         |          |         |
| Verloren finales |             |                 |            |                         |          |         |
| 1.               | 2010-05-23  | WTA Straatsburg | gravel     | Maria Sjarapova         | 5-7, 1-6 | details |
| 2.               | 2011-04-30  | WTA Estoril     | gravel     | Anabel Medina Garrigues | 1-6, 2-6 | details |

### WTA-finaleplaatsen vrouwendubbelspel
| nr.              | finaledatum | toernooi        | ondergrond    | partner          | tegenstandsters                    | score            |         |
| ---------------- | ----------- | --------------- | ------------- | ---------------- | ---------------------------------- | ---------------- | ------- |
| Gewonnen finales |             |                 |               |                  |                                    |                  |         |
| 1.               | 2014-10-18  | WTA Luxemburg   | hardcourt (i) | Timea Bacsinszky | Lucie Hradecká Barbora Krejčíková  | 3-6, 6-4, [10-4] | details |
| Verloren finales |             |                 |               |                  |                                    |                  |         |
| 1.               | 2011-04-24  | WTA Stuttgart   | gravel (i)    | Jasmin Wöhr      | Sabine Lisicki Samantha Stosur     | 1-6, 6-7         | details |
| 2.               | 2013-07-21  | WTA Bad Gastein | gravel        | Eléni Daniilídou | Sandra Klemenschits Andreja Klepač | 1-6, 4-6         | details |
| 3.               | 2013-10-20  | WTA Luxemburg   | hardcourt (i) | Laura Thorpe     | Stephanie Vogt Yanina Wickmayer    | 6-7, 4-6         | details |

### Gewonnen ITF-toernooien enkelspel
| nr. | finaledatum | toernooi     | dotatie | tegenstandster in finale | score         |
| --- | ----------- | ------------ | ------- | ------------------------ | ------------- |
| 1.  | 2004-08-29  | Bielefeld    | $10.000 | Nicole Seitenbecher      | 6-4, 6-1      |
| 2.  | 2005-01-23  | Oberhaching  | $10.000 | Sabine Klaschka          | 7-5, 6-4      |
| 3.  | 2005-02-13  | Montechoro   | $10.000 | Lisanne Balk             | 6-2, 6-2      |
| 4.  | 2005-02-20  | Biberach     | $10.000 | Lucie Hradecká           | 7-5, 6-4      |
| 5.  | 2005-03-13  | Sunderland   | $10.000 | Anett Kaasik             | 7-6, 6-3      |
| 6.  | 2005-07-31  | Horb         | $10.000 | Andrea Hlaváčková        | 7-5, 6-3      |
| 7.  | 2005-09-25  | Glasgow      | $25.000 | Gréta Arn                | 6-3, 3-6, 6-4 |
| 8.  | 2005-10-09  | Nantes       | $25.000 | Alberta Brianti          | 6-4, 6-2      |
| 9.  | 2006-02-05  | Belfort      | $25.000 | Kirsten Flipkens         | 6-2, 3-6, 7-6 |
| 10. | 2006-02-26  | Biberach     | $25.000 | Tatjana Malek            | 6-4, 5-7, 7-6 |
| 11. | 2008-03-29  | La Palma     | $25.000 | Mervana Jugić-Salkić     | 5-1, opg.     |
| 12. | 2008-04-06  | Hamburg      | $25.000 | Ana Vrljić               | 6-2, opg.     |
| 13. | 2008-09-07  | Denain       | $75.000 | Kinnie Laisné            | 6-2, 6-4      |
| 14. | 2013-04-07  | Dijon        | $15.000 | Elitsa Kostova           | 6-3, 7-5      |
| 15. | 2013-08-25  | Braunschweig | $15.000 | Myrtille Georges         | 4-6, 6-2, 6-3 |

### Gewonnen ITF-toernooien dubbelspel
| nr. | finaledatum | toernooi            | dotatie  | partner              | tegenstandsters in finale          | score             |
| --- | ----------- | ------------------- | -------- | -------------------- | ---------------------------------- | ----------------- |
| 1.  | 2005-01-22  | Oberhaching         | $10.000  | Korina Perkovic      | Lucie Hradecká Zuzana Zálabská     | 6-3, 5-7, 7-6     |
| 2.  | 2005-08-14  | Hechingen           | $25.000  | Jasmin Wöhr          | Renata Voráčová Sandra Záhlavová   | 4-6, 7-6, 6-4     |
| 3.  | 2005-08-28  | Bielefeld           | $10.000  | Korina Perkovic      | Justine Ozga Andrea Sieveke        | 7-6, 6-3          |
| 4.  | 2006-02-05  | Belfort             | $25.000  | Kathrin Wörle        | Jekaterina Ivanova Irina Kuzmina   | 6-1, 6-2          |
| 5.  | 2007-11-11  | Ismaning            | $25.000  | Julia Görges         | Andrea Hlaváčková Lucie Hradecká   | 2-6, 6-2, [10-7]  |
| 6.  | 2008-07-06  | Stuttgart           | $25.000  | Laura Siegemund      | Katalin Marosi Marina Tavares      | 6-3, 6-4          |
| 7.  | 2008-10-12  | Joué-lès-Tours      | $50.000  | Mervana Jugić-Salkić | Julie Coin Violette Huck           | 6-2, 7-6          |
| 8.  | 2009-09-25  | Shrewsbury          | $75.000  | Yvonne Meusburger    | Johanna Larsson Anna Smith         | 3-6, 6-4, [10-7]  |
| 9.  | 2010-08-28  | Bronx               | $100.000 | Yvonne Meusburger    | Natalie Grandin Abigail Spears     | 1-6, 6-4, [15-13] |
| 10. | 2010-11-07  | Ismaning            | $50.000  | Anna-Lena Grönefeld  | Tetyana Arefyeva Joeliana Fedak    | 6-1, 7-6          |
| 11. | 2013-04-13  | Edgbaston           | $25.000  | Ana Vrljić           | Richèl Hogenkamp Stephanie Vogt    | 6-4, 7-6          |
| 12. | 2013-06-22  | Ystad               | $25.000  | Lina Stančiūtė       | Monique Adamczak Pemra Özgen       | 6-4, 7-5          |
| 13. | 2013-06-30  | Stuttgart-Vaihingen | $25.000  | Laura Siegemund      | Stephanie Vogt Sandra Zaniewska    | 7-6, 6-4          |
| 14. | 2013-11-10  | Équeurdreville      | $25.000  | Timea Bacsinszky     | Diāna Marcinkēviča Eva Wacanno     | 6-4, 6-3          |
| 15. | 2013-11-24  | Sharm-el-Sheikh     | $75.000  | Timea Bacsinszky     | Anna Morgina Kateřina Siniaková    | 6-7, 6-0, [10-4]  |
| 16. | 2014-06-14  | Essen               | $25.000  | Tatjana Maria        | Ysaline Bonaventure Elitsa Kostova | 6-2, 6-2          |

## Prestatietabel grandslamtoernooien
| Legenda | Legenda                          |
| ------- | -------------------------------- |
| g.t.    | geen toernooi gehouden           |
| l.c.    | lagere categorie                 |
| –       | niet deelgenomen                 |
| G       | uitgeschakeld in de groepsfase   |
| 1R      | uitgeschakeld in de eerste ronde |
| 2R      | uitgeschakeld in de tweede ronde |
| 3R      | uitgeschakeld in de derde ronde  |
| 4R      | uitgeschakeld in de vierde ronde |
| KF      | uitgeschakeld in de kwartfinale  |
| HF      | uitgeschakeld in de halve finale |
| F       | de finale verloren               |
| W       | het toernooi gewonnen            |
| w-v     | winst/verlies-balans             |

### Enkelspel
| Toernooi        | 2006 |    | 2009 | 2010 | 2011 | 2012 | w-v |
| --------------- | ---- | -- | ---- | ---- | ---- | ---- | --- |
| Australian Open | –    | 1R | 2R   | 2R   | 1R   | 2-4  |     |
| Roland Garros   | –    | 2R | 1R   | 1R   | –    | 1-3  |     |
| Wimbledon       | 1R   | 1R | 2R   | 1R   | –    | 1-4  |     |
| US Open         | 1R   | 2R | 1R   | 1R   | –    | 1-4  |     |

### Vrouwendubbelspel
| Toernooi        | 2009 | 2010 | 2011 | 2012 |    | 2014 | w-v |
| --------------- | ---- | ---- | ---- | ---- | -- | ---- | --- |
| Australian Open | 1R   | –    | 1R   | 1R   | –  | 0-3  |     |
| Roland Garros   | 1R   | 1R   | 2R   | 1R   | 2R | 2-5  |     |
| Wimbledon       | KF   | 3R   | 2R   | 2R   | 3R | 9-5  |     |
| US Open         | 1R   | 1R   | 2R   | –    | 1R | 1-4  |     |